# Gare de Schoonaarde
La gare de Schoonaarde (en néerlandais : station Schoonaarde) est une gare ferroviaire belge de la ligne 53, de Schellebelle à Louvain, située à Schoonaarde, section de la ville de Termonde, dans la province de Flandre-Orientale en Région flamande.
Elle est mise en service en 1865 par l'administration des chemins de fer de l'État belge. L'ancien bâtiment voyageurs de 1881 est classé monument protégé. C'est un arrêt sans personnel de la Société nationale des chemins de fer belges (SNCB) desservi par des trains Omnibus (L) et Heure de pointe (P).

## Situation ferroviaire
Établie à 9 mètres d'altitude, la gare de Schoonaarde est située au point kilométrique (PK) 6,277 de la Ligne 53, de Schellebelle à Louvain, entre les gares de Wichelen et d'Oudegem.

## Historique

### Histoire
La « station de Schoonaerde » est ouverte le 1er décembre 1865 par l'administration des chemins de fer de l'État belge, sur le chemin de fer de Malines à Gand, mis en service en 1837.

#### Le bâtiment de la gare
En 1881, une nouvelle gare y est construite, elle appartient à une famille de trois gares construites sur les lignes 86 et 50 par l’architecte gantois Léonard en tenant compte des directives de 1880.
Cette gare en briques est constitué d’un haut corps central à étage de trois travées sous bâtière avec un oculus sous une corniche en mitre au centre des façades latérales. Ce corps central était flanqué d’une aile sous bâtière de six travées dont la dernière travée, plus grande, était surmontée par un fronton (désormais disparu). Une aile de service à toit plat se trouvait de l’autre côté.
Un bandeau de pierre surplombe les arcs du premier étage qui sont ornés d’un encadrement maçonné. Un second bandeau marque la séparation entre les étages. À Schoonaarde, l’aile de six travées se trouve à gauche, vu depuis la rue. 
Ce bâtiment est désormais classé.

### Nom de la gare
Lors de sa mise en service, elle est dénommée « Schoonaerde ». Ce nom évolue officiellement en « Schoonaarde » le 1er février 1938.

## Service des voyageurs

### Accueil
Halte SNCB, c'est un point d'arrêt non géré (PANG) à accès libre.
La traversée des voies et le passage d'un quai à l'autre s'effectuent par le passage à niveau routier.

### Desserte
Schoonaarde est desservie par des trains Omnibus (L) et Heure de pointe (P) de la SNCB qui effectuent des missions sur la ligne commerciale 53 (Malines - Gand) (voir brochure SNCB de la ligne 53).
En semaine, la desserte comprend :
- des trains L entre Malines et Zeebrugge-Dorp (ou Zeebrugge-Strand pendant les vacances) ;
- un unique train P qui relie Gand-Saint-Pierre et Alost le matin ;
- deux paires de trains P entre Gand-Saint-Pierre et Schaerbeek ;
- un unique train P qui relie Gand-Saint-Pierre à Termonde l’après-midi.

Les week-ends et jours fériés, la desserte ne comprend que des trains L entre Malines et Courtrai.

### Intermodalité
Un parc pour les vélos et un parking pour les véhicules y sont aménagés. Des bus desservent la gare.

## Comptage voyageurs
Ce graphique et tableau montre le nombre de voyageurs embarquant en moyenne durant la semaine, le samedi et le dimanche.
| Nombre de passagers qui embarquent à la gare de Schoonaarde | Nombre de passagers qui embarquent à la gare de Schoonaarde | Nombre de passagers qui embarquent à la gare de Schoonaarde | Nombre de passagers qui embarquent à la gare de Schoonaarde |
|                                                             | Semaine                                                     | Samedi                                                      | Dimanche                                                    |
| ----------------------------------------------------------- | ----------------------------------------------------------- | ----------------------------------------------------------- | ----------------------------------------------------------- |
| 1977                                                        | 249                                                         | 17                                                          | 9                                                           |
| 1978                                                        | 255                                                         | 18                                                          | 9                                                           |
| 1979                                                        | 242                                                         | 18                                                          | 12                                                          |
| 1980                                                        | 255                                                         | 37                                                          | 35                                                          |
| 1981                                                        | 301                                                         | 36                                                          | 36                                                          |
| 1982                                                        | 351                                                         | 72                                                          | 35                                                          |
| 1983                                                        | 239                                                         | 25                                                          | 21                                                          |
| 1984                                                        | 267                                                         | 26                                                          | 30                                                          |
| 1985                                                        | 281                                                         | 41                                                          | 39                                                          |
| 1986                                                        | 317                                                         | 40                                                          | 36                                                          |
| 1987                                                        | 256                                                         | 54                                                          | 39                                                          |
| 1988                                                        | 299                                                         | 36                                                          | 51                                                          |
| 1989                                                        | 316                                                         | 30                                                          | 35                                                          |
| 1990                                                        | 276                                                         | 35                                                          | 38                                                          |
| 1991                                                        | 296                                                         | 32                                                          | 36                                                          |
| 1992                                                        | 321                                                         | 29                                                          | 26                                                          |
| 1993                                                        | 348                                                         | 24                                                          | 38                                                          |
| 1994                                                        | 297                                                         | 47                                                          | 43                                                          |
| 1995                                                        | 296                                                         | 32                                                          | 41                                                          |
| 1996                                                        | 275                                                         | 64                                                          | 47                                                          |
| 1997                                                        | 281                                                         | 57                                                          | 50                                                          |
| 1998                                                        | 331                                                         | 66                                                          | 51                                                          |
| 1999                                                        | 275                                                         | 48                                                          | 53                                                          |
| 2000                                                        | 276                                                         | 72                                                          | 87                                                          |
| 2001                                                        | 232                                                         | 58                                                          | 60                                                          |
| 2002                                                        | 244                                                         | 84                                                          | 108                                                         |
| 2003                                                        | 210                                                         | 66                                                          | 72                                                          |
| 2004                                                        | 189                                                         | 62                                                          | 74                                                          |
| 2005                                                        | 225                                                         | 73                                                          | 80                                                          |
| 2006                                                        | 265                                                         | 76                                                          | 122                                                         |
| 2007                                                        | 212                                                         | 68                                                          | 94                                                          |
| 2008                                                        | -                                                           | -                                                           | -                                                           |
| 2009                                                        | 222                                                         | 407                                                         | 99                                                          |
| 2010                                                        | -                                                           | -                                                           | -                                                           |
| 2011                                                        | -                                                           | -                                                           | -                                                           |
| 2012                                                        | 212                                                         | 105                                                         | 125                                                         |
| 2013                                                        | 241                                                         | 113                                                         | 140                                                         |
| 2014                                                        | 206                                                         | 95                                                          | 125                                                         |
| 2015                                                        | 202                                                         | 80                                                          | 102                                                         |
| 2016                                                        | 217                                                         | 71                                                          | 110                                                         |
| 2017                                                        | 302                                                         | 127                                                         | 140                                                         |
| 2018                                                        | 228                                                         | 91                                                          | 118                                                         |
| 2019                                                        | 257                                                         | 126                                                         | 136                                                         |
| 2020                                                        | 152                                                         | 68                                                          | 87                                                          |
| 2021                                                        | -                                                           | -                                                           | -                                                           |
| 2022                                                        | 348                                                         | 157                                                         | 198                                                         |
| 2023                                                        | 351                                                         | 106                                                         | 128                                                         |
| 2024                                                        | 336                                                         | 162                                                         | 161                                                         |

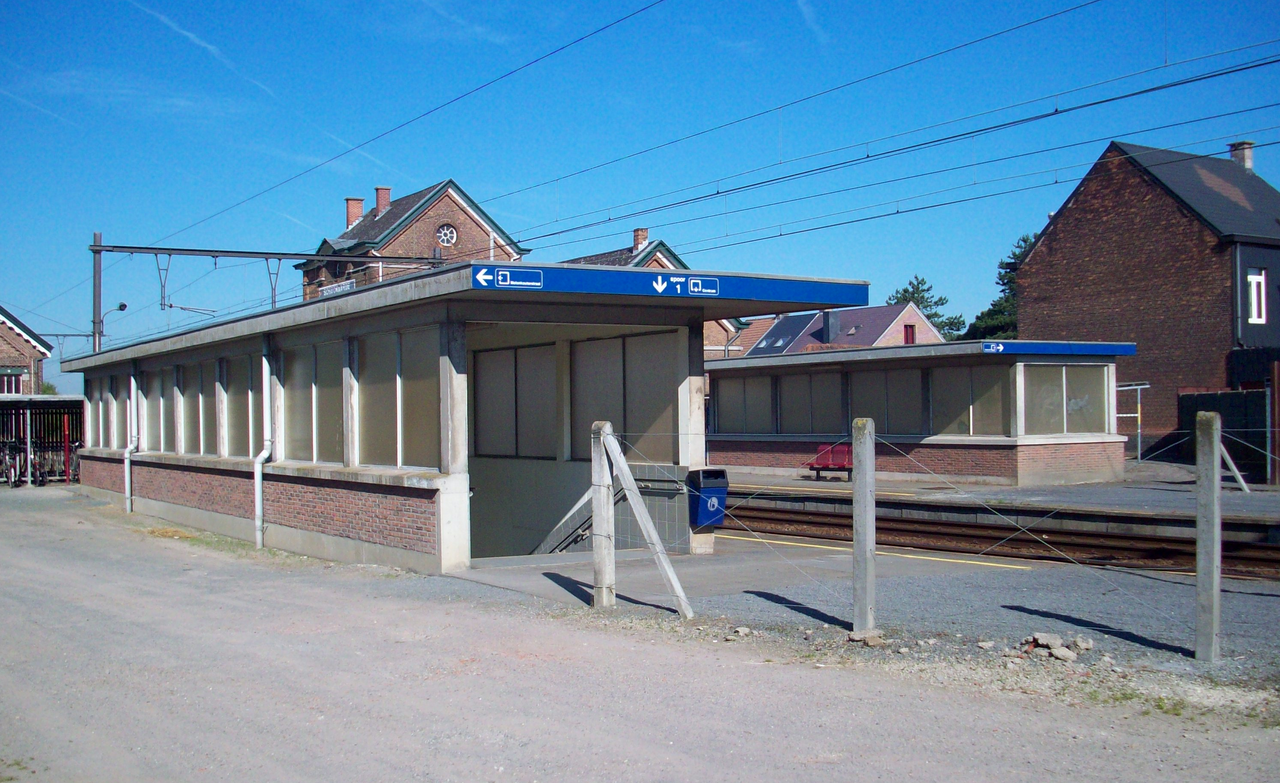
Accès au souterrain
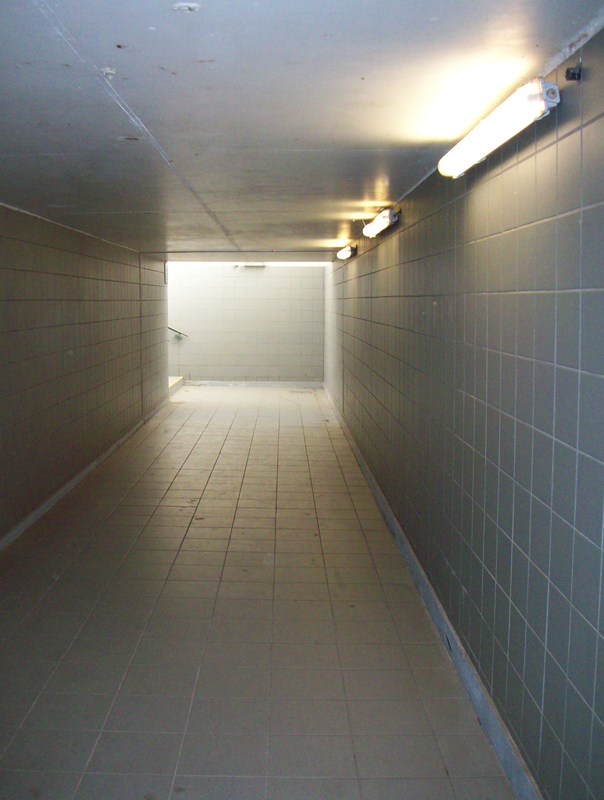
Souterrain
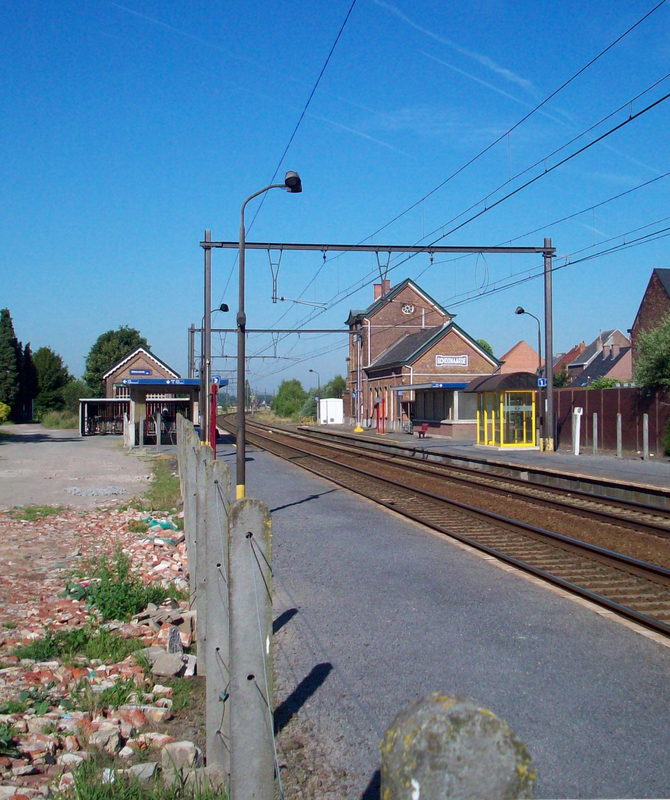
Intérieur de l'arrêt
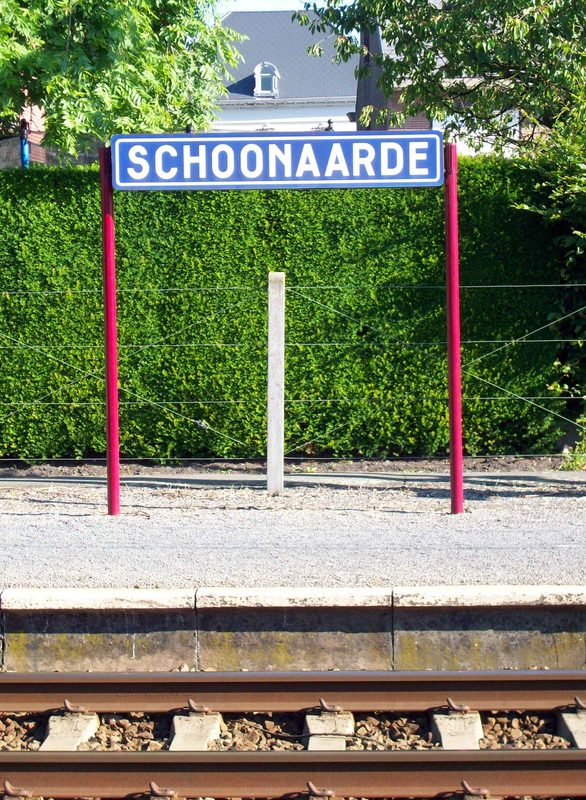
Panneau de quai